# Eir
Eir (fornnordiska: eir, ”nåd, skonsamhet, förskoning, skydd, hjälp”), är läkekonstens gudinna i nordisk mytologi, enligt Snorre Sturlasson. Men i namntulorna saknas hennes namn bland gudinnorna och är i stället inkluderat i en lista över valkyrior. I dikten Fjölsvinnsmál, som ingår i den poetiska Eddan, är Eir en av de nio tärnor som omger Menglöd på Lyfjaberg ("Läkedomsberget"). Namnet Eir förekommer dessutom ofta i kenningar.

## Källtexterna

### Snorres Edda
I kapitel 35 av Gylfaginning ger Snorre Sturlasson en numrerad lista över Asgårds asynjor. Till de flesta av namnen fogar han en kort kommentar. Om Eir skriver han:
| Den tredje är Eir, bäst bland läkekvinnor. | Þriðja er Eir. Hon er læknir beztr. |  |

Detta är allt som berättas om Eir. Snorre har inget mer att säga om henne – och ingen annan heller. Vad vi får veta är att Eir är en asynja som sysslar med läkekonst. Mer är inte känt om henne.
Eirs placering som "den tredje" betyder knappast någonting. Av allt att döma har Snorre räknat upp asynjorna i den ordning som han själv har kommit att tänka på dem. Den sjätte är exempelvis Freja, och om henne säger han: "Freja är den förnämsta efter Frigg." (Freyja er tignust með Frigg.) Numreringen återspeglar inte någon rangordning.
För den som vill veta mer återstår endast icke-berättande källor: Namnet Eir är vanligt som heite i kenningar, både hos skalder och i senare tiders rimor. Dessutom förekommer namnet i tulor (namnramsor).

### Tulorna
I en av de nafnaþulur som i några handskrifter av Snorres Edda följer efter Skáldskaparmál finns namnet Eir inklämt i en strof om Óðins meyjar (Odens mör). Förutom Eir räknas här upp sju valkyrior samt nornan Skuld. Men Skuld blandas också i Völuspá 30 samman med valkyrior och har tydligen – som den som råder över ödet – haft liknande arbetsuppgifter. Enligt Snorre rider hon, då ofärd råder, ut på slagfälten för att själv på plats bestämma vilka krigare som skall falla. Men vad gör "läkekonstens gudinna" i detta sällskap? Svaret är kanske att Eir från början har varit en valkyria. Dessa kunde också syssla med läkekonst. "Valkyriorna valde inte bara ut dem som skulle dö, utan var också de som väckte hjältarna till deras nya liv och helade deras sår", skriver religionshistorikern Britt-Mari Näsström. Dessutom lyser namnet Eir med sin frånvaro i tulornas uppräkning av asynjor – det är bara i listan över valkyrior som hon finns med. Eirs roll som asynja (gudinna) kan alltså ifrågasättas, kanske rör det sig om ett minnesfel från Snorres sida?
Det kan dock invändas att namnet "Eir" med sin fredliga betydelse inte är ett typiskt valkyrienamn.

### Fjölsvinnsmál
I  Fjölsvinnsmál, som ingår i den poetiska Eddan, finns en tula (strof 38) som räknar upp namnen på Menglöds nio tjänarinnor. Ett av dessa namn är Eir. Eddadikten är dock bristfälligt bevarad och har av forskare emenderats på olika sätt. Så som namnen nu brukar läsas tycks de nio tjänarinnorna vara beskyddande och helande diser. De sitter vid Menglöds fötter på Lyfjaberg ("Läkedomsberget") och sägs i strof 40 kunna avvärja den största fara om man blotar till dem. Eirs placering i detta sällskap stämmer rätt väl med Snorres uppfattning av henne som en läkedomsgudinna, men dikten har troligen tillkommit under sent 1200-tal och kan mycket väl vara påverkad av Snorre. Kanske är denna Eir en rent litterär skapelse?

### Kenningar
Ordet eir betyder "fred", "förskoning", "nåd" och är endast belagt i gammal poesi, men avledningar av ordet, till exempel eira (skona; få ro), eirð (skonsamhet; ro, lugn) och eirinn (lugn, tålmodig), finns även i prosa.
Bland skalderna är "Eir" ett vanligt heite i kvinnokenningar. De äldsta beläggen finns hos Kormak Ögmundarson och Gisle Sursson. Av Kormak har bevarats 73 kvinnokenningar, av vilka 70 rör hans olyckliga kärlek Steingerd Torkelsdotter. I kenningarna skildras hon genom sina smycken, kläder och håruppsättningar, och hon liknas vid 16 gudinnor och sex valkyrior (fast vid olika tillfällen). Bland Eir-kenningarna märks: Áta eld-bekks Eir, "den guldsmyckade Eir"; Eir unnfúrs, "vågeldens (=guldets) Eir"; hring-Eir, "ringens Eir"; hald-Eir, "hållande Eir" (Steingerd håller med handen samman sin uppvikta kappkrage – men varför har just Eir valts för att beskriva denna scen?); geira háþyrnis Eir, "kammarnas högtorns Eir" (syftande på en med kammar fasthållen hög håruppsättning) och kanske finns också kenningen hárgeirs Eir, "kammens Eir" i lausavísa 15. Omskrivningen för "kam" bygger i båda fallen på geirr, "spjut".
Gisle Sursson kallar två gånger sin trogna Aud, som hjälpte och beskyddade honom under fredlösheten, för aura Eir, "(guld-)örenas (=pengarnas) Eir". I denna kenning "ligger tacksamheten för hennes förbarmande kärlek och redobogenhet att hjälpa även med aurar", förklarar Åke Ohlmarks. Gisle använder också kenningen lauka eir, "lökens Eir", vilken tycks frammana bilden av "en 'läkedomsmö', som med förbarmande helar sår medelst lökdekokter". Hur detta kunde gå till kan läsas i exempelvis Fostbrödrasagans skildring av läkekvinnornas verksamhet på slagfältet vid Stiklestad år 1030.
Kenningen vápn-Eir, "vapnens Eir", som finns hos Björn hitardalskämpen, kan antagligen översättas "valkyria" och dess fortsättning vápneirar vǫrðr blir då "krigare". Också Gunnlaug ormstungas hornþeys Eir, "hornets tövattens (=ölets) Eir" kan leda tankarna till en valkyria då ölutskänkning tillhörde deras uppgifter i Valhall. Kenningen har dock rekonstruerats genom emendation.